# Мукури
Мукури (порт. Mucuri)  —  муниципалитет в Бразилии, входит в штат Баия. Составная часть мезорегиона Юг штата Баия. Входит в экономико-статистический микрорегион Порту-Сегуру. Население составляет 35 688 человек на 2006 год. Занимает площадь 1774,763 км². Плотность населения — 20,1 чел./км².

## Статистика
- Валовой внутренний продукт на 2003 год составляет 886 215 301,00 реалов (данные: Бразильский институт географии и статистики).
- Валовой внутренний продукт на душу населения на 2003 год составляет 27 535,04 реалов (данные: Бразильский институт географии и статистики).
- Индекс развития человеческого потенциала на 2000 год составляет 0,690 (данные: Программа развития ООН).